# 野球南アフリカ共和国代表
野球南アフリカ共和国代表（やきゅうみなみアフリカきょうわこくだいひょう）は、南アフリカ共和国における野球のナショナルチームである。

## 概説
アフリカ内では圧倒的な実力を持つ。数人のマイナーリーガー以外にドイツやイギリスでプレーしたことのある選手も多いが、大半は国内でプレーしている。
2000年のシドニー五輪にはグアム代表とのプレーオフを制して出場、オランダに3-2で勝利するも、最下位であった。
2006年の第1回WBCではアフリカ大陸で唯一の出場。少ないマイナーリーガーらを軸に臨んだ。カナダ代表相手に善戦するが、メキシコ、アメリカ合衆国相手に大量失点して1次リーグで敗退した。
2007年のワールドカップに出場したが、予選リーグ最下位であった。
北京オリンピック野球アフリカ予選では全試合二桁得点で優勝、世界最終予選進出を決めたが、本大会出場はできなかった。
2009年の第2回WBCでもアフリカ大陸で唯一の出場。キューバ、メキシコに大敗し、2大会連続1次ラウンド敗退となった。
2013年の第3回WBCでは、前回未勝利だったことから予選降格となった。予選では初戦でイスラエルに敗れ、敗者復活1回戦ではフランスに勝利するも、敗者復活2回戦ではスペインに敗れ、予選で敗退した。
2016年2月の第4回WBCの予選では、予選1組でニュージーランド には勝利するもオーストラリアに敗れて予選敗退となった。
2022年9月の第5回WBCの予選では、予選A組に参加したが、ドイツ、スペインに敗れ予選敗退となった。
2025年3月の第6回WBCの予選でも、3連敗を喫し予選敗退となった。

## 国際大会

### ワールド・ベースボール・クラシック
| 回 | 年   | 開催地                                                                       | 順位            |
| -- | ---- | ---------------------------------------------------------------------------- | --------------- |
| 1  | 2006 | アメリカ合衆国の旗 · 日本の旗 · プエルトリコの旗                             | 1次ラウンド敗退 |
| 2  | 2009 | アメリカ合衆国の旗 · 日本の旗 · プエルトリコの旗 · メキシコの旗 · カナダの旗 | 1次ラウンド敗退 |
| 3  | 2013 | アメリカ合衆国の旗 · 日本の旗 · プエルトリコの旗 · 中華民国の旗              | 予選敗退        |
| 4  | 2017 | アメリカ合衆国の旗 · 日本の旗 · 大韓民国の旗 · メキシコの旗                  | 予選敗退        |
| 5  | 2023 | アメリカ合衆国の旗 · 日本の旗 · 中華民国の旗                                 | 予選敗退        |
| 6  | 2026 | アメリカ合衆国の旗 · 日本の旗 · プエルトリコの旗                             | 予選敗退        |

### オリンピック
| 回 | 年   | 開催地       | 順位     |
| -- | ---- | ------------ | -------- |
| 28 | 2000 | シドニー     | 8位      |
| 29 | 2004 | アテネ       | 予選敗退 |
| 30 | 2008 | 北京         | 予選敗退 |
| 33 | 2021 | 東京         | 予選敗退 |
| 35 | 2028 | ロサンゼルス |          |

### WBSCプレミア12
| 回 | 年   | 開催地                                                | 順位         |
| -- | ---- | ----------------------------------------------------- | ------------ |
| 1  | 2015 | 日本の旗 · 中華民国の旗                               | 参加資格無し |
| 2  | 2019 | 日本の旗 · 中華民国の旗 · 大韓民国の旗 · メキシコの旗 | 参加資格無し |
| 3  | 2024 | 日本の旗 · 中華民国の旗 · メキシコの旗                | 参加資格無し |
| 4  | 2027 |                                                       |              |

### ワールドカップ
- 2001年 - 18位
- 2005年 - 18位
- 2007年 - 18位

### インターコンチネンタルカップ
- 1995年 - 11位

## 代表選手
- 2006 ワールド・ベースボール・クラシック 南アフリカ共和国代表
- 2009 ワールド・ベースボール・クラシック 南アフリカ共和国代表
- 2013 ワールド・ベースボール・クラシック 南アフリカ共和国代表
- 2017 ワールド・ベースボール・クラシック 南アフリカ共和国代表
- 2023 ワールド・ベースボール・クラシック 南アフリカ共和国代表